# Alexander Mejía
Alexander Mejía Sabalza (Barranquilla, 1988. július 11. –) kolumbiai válogatott labdarúgó, jelenleg a mexikói Rayados de Monterrey játékosa.

## Sikerei, díjai
Atlético Nacional
- Kolumbiai bajnok (1): 2013 (Apertura), 2013 (Clausura), 2014 (Apertura)
- Kolumbiai kupagyőztes (1): 2012
- Kolumbiai szuperkupagyőztes (1): 2012